# 扦插

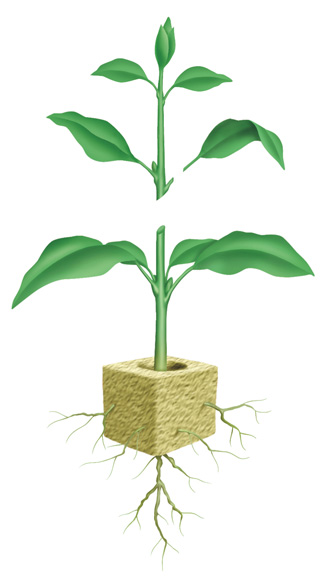
扦插一例

扦插又称插条、插枝，為植物所使用的其中一種繁殖方法，簡單的說法是把一段植物插在某物質中使其生根、發芽，然後成長開花、結果，是取得與原植物特徵一致的最有效方法，也有因植物的某一枝條發生變異（如沒刺的玫瑰），為了保護這一特徵而使用。

## 種類
芽苞、葉、根、嫩枝、一年生枝、二三年生枝、多年生枝、仙人掌類。

### 芽苞
未萌發的芽苞，需帶有的表皮，及葉子。

### 葉
通常連同葉柄，但也有把葉子切成小塊來種植。

### 根
特指多年的老根，種植時需注意頭尾的方向，故一面正切，另一面斜切。

### 嫩枝
新生嫩枝，生成15-20厘米時完枝收取，即不使用切割工具在近莖處取下。

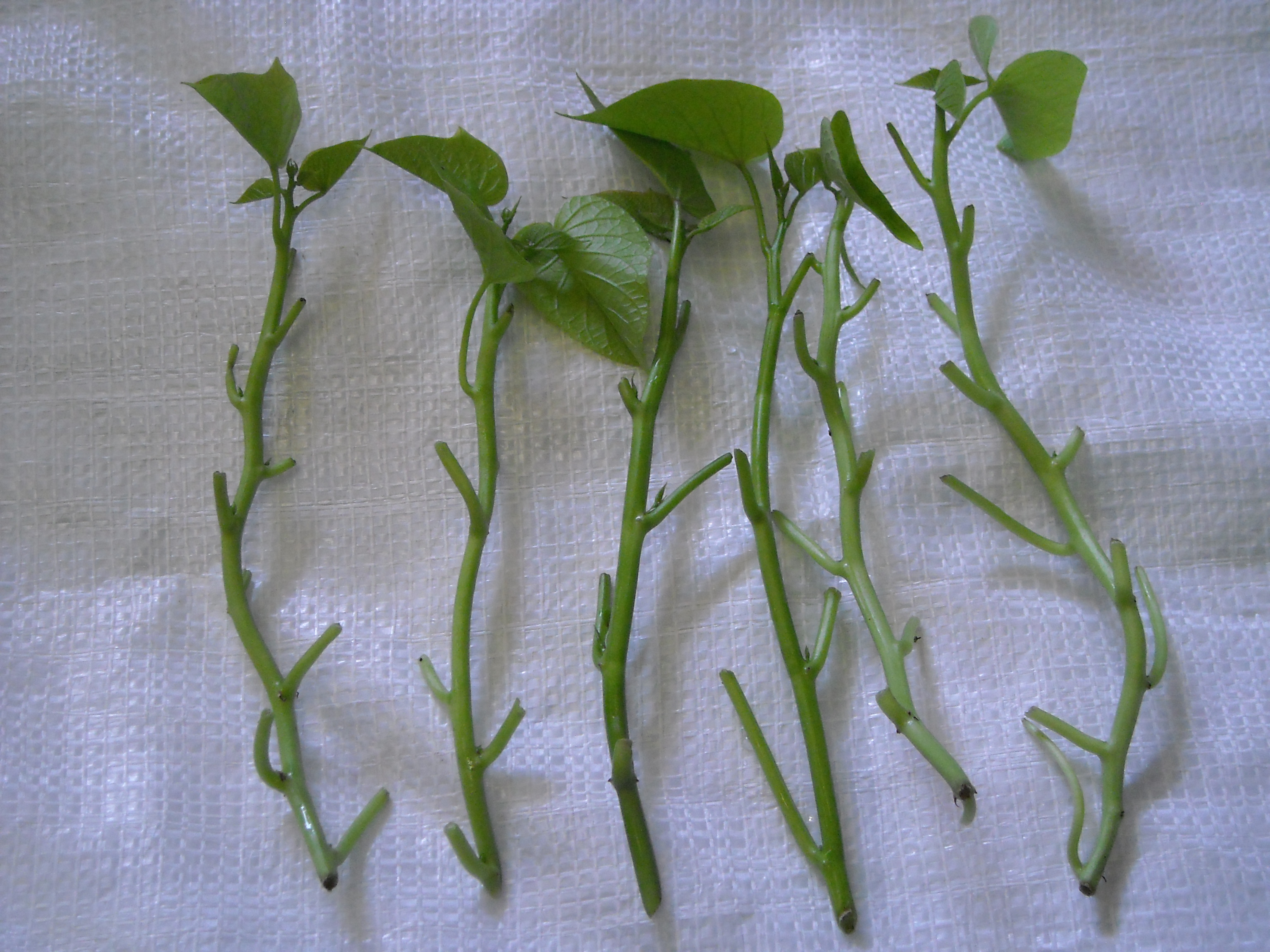
將用來扦插的番薯藤

### 一年生枝
通常使用營養枝，切成15-20厘米一段使用。小量而長期儲存可以二三條插在青瓜的一端。

### 二三年生枝
切成15-20厘米一段使用。如有花蕾必須清除。

### 多年生枝
切成15厘米以上使用，通常沒有長度限制，亦不帶枝葉。如梨(以橫山梨為扦插根，使用豐水梨為子枝，收穫為新世紀梨)和蘋果等

### 仙人掌類
長度不定，通常只需要有發芽點便可，同時切口或斷口也可能生出新芽，只是愈長成功率愈高。

## 工具
刀，刀片，等切割工具。以 1:99漂白水消毒切割工具。草木灰，硫磺，防止切割口腐爛，生根粉幫助生根。

### 刀
為防止植物間相互感染，每株植物之間以1:99漂白水消毒，使用後以1:49漂白水消毒。

### 刀片
主要使用在名貴品種之間，每株植物使用全新的刀片。

### 漂白水
漂白水具有一定的腐蝕能力，對刀口會造成傷害，不整齊的切口可增加腐爛的機會及減慢生根的時間。

### 草木灰
降低腐爛的機會。

### 硫磺
降低腐爛的機會。

### 生根粉
對生根困難的植物可增加生根的數量及縮短生根的時間，亦可保證生存率。但對容易生根的植物相對上便沒有任何作用。

## 環境

### 溫度
通常25度，仙人掌類30度。

### 濕度
通常90%，仙人掌類60%。

### 光照
以日光管照明，或首二日半陰，其餘時間可接受除中午以外的陽光。
仙人掌類可全程接受除中午以外的陽光，如使用日光管，需要小心日光管老化引起的光度不足。

### 基質
需使用不帶任何肥料的介質種植，如河沙，蛭石，金泥，或水苔，蛇木屑，蘭石等種植蘭科用的植料。

## 操作
春夏間的晴天上午，其他時間將會降低成功率。
芽苞，葉，嫩枝，只需要稍加乾燥，隨切隨種。
根，一年生枝，二三年生枝，多年生枝，可稍加儲存，以便一次過大量操作。
仙人掌類需乾燥一個星期以上，部分需二三個星期乾燥以上，方可種植以降低腐爛的機會。

### 注意事項
1. 需使用工具做洞，不要直接使用枝條插入基質內。
2. 枝條最少有三對葉（三個芽眼），其中二個除去葉片後插在基質內。
3. 把葉片切去一半。
4. 葉片不要互接觸或接觸容器。